# 对于穆罕默德的批评
對於穆罕默德的批評自从公元7世纪就已经存在。穆罕默德因传播一神教被当时非穆斯林的阿拉伯人所批评。在中世纪欧洲和非穆斯林的论战中，他经常被基督教世界看作被鬼附的异教徒。在现代，穆罕默德声称自己是先知的诚实性、他占有奴隶、他的道德品行以及他的多配偶制婚姻都广遭批评。

## 批评

### 從犹太人角度的批评

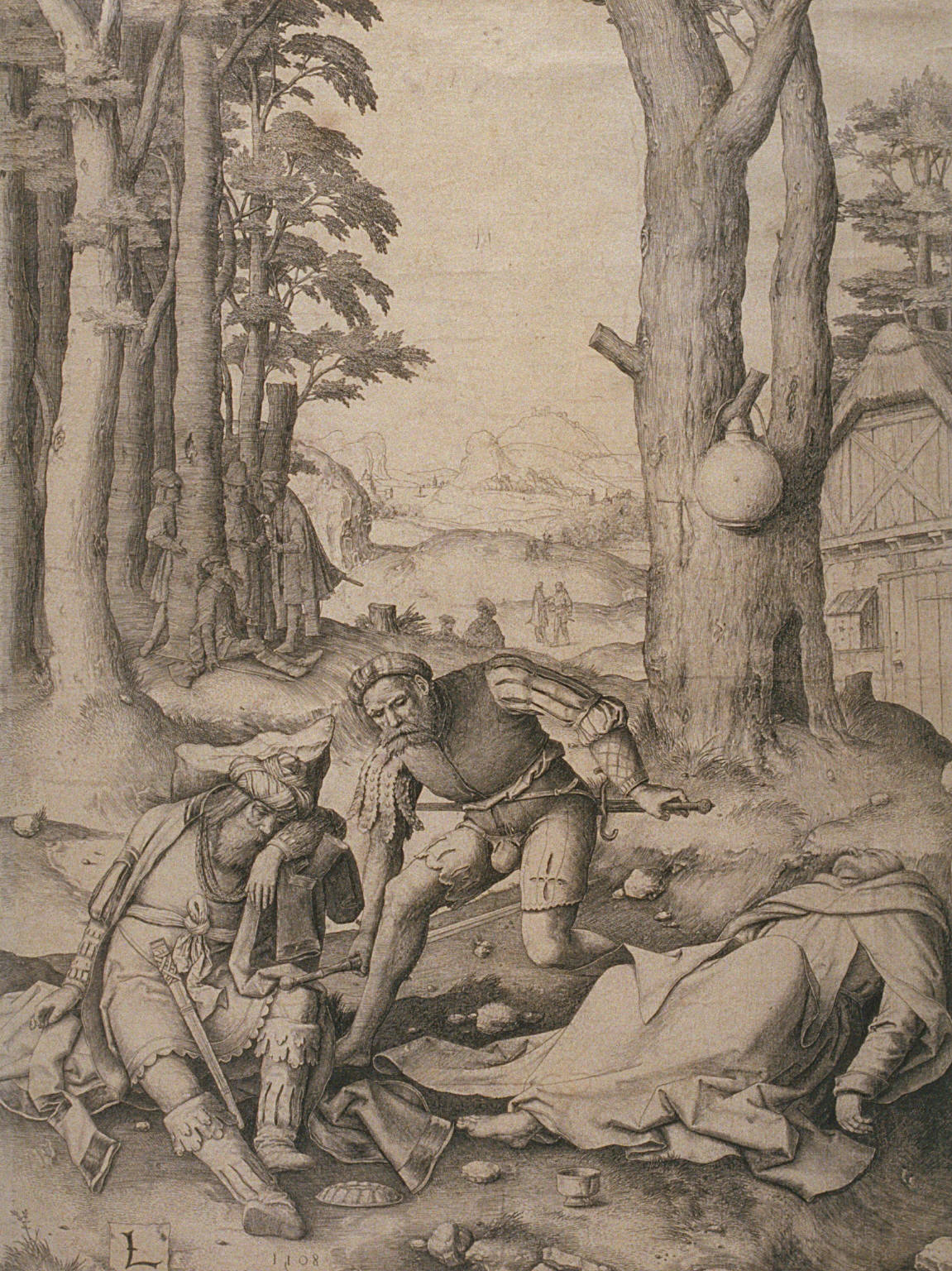
穆罕默德和塞尔吉乌斯 (Bahira). 创作于1508年，由卢卡斯·范·莱顿雕刻，展示了在欧洲流传的一个传说。在早期基督教的批评中，塞尔吉乌斯被认为是一个异教的僧侣，他的错误的想法启发了古兰经

在中世纪，犹太作家经常将穆罕默德形容成ha-meshuggah("疯子")，这个轻蔑的用语经常在圣经中用在那些自称为先知的人的身上。

### 從基督徒的角度批评

#### 中世纪前期
最早记载的基督徒对于穆罕默德的了解的文献来源于拜占庭帝国，它于公元632年穆罕默德死后不久著成。在雅各布的训导中，一个刚刚皈依的基督徒与几个犹太人的对话中的一个参与者写道，“他的哥哥写信给他，说有一个骗子先知已经出现在撒拉森人中。”另一个参与者在Doctrina中回复道关于穆罕默德：“他是骗子。因为哪个先知带着刀剑和战车而来呢？除了血腥的战争以外，这位‘先知’的传播的都是假的。”大马士革的约翰是一个受早期伊斯兰哈里发统治的基督教徒，他熟悉伊斯兰教和阿拉伯语。他的书的第二章《智慧之泉》，题名为<论及异端>中列出了基督徒和穆斯林之间的一系列讨论。约翰声称一个阿利乌僧侣（他并不知道那就是塞尔吉乌斯）影响了穆罕默德，并且约翰认为伊斯兰教条无非就是从圣经内容里面挑出来的杂糅。自9世纪以来，关于穆罕默德大量的高度负面的传记用拉丁语著成，如科尔多瓦的奥瓦若斯就表明他（穆罕默德）是敌基督。

#### 中世紀中期
在12世纪，副主教彼得认为穆罕默德是敌基督先锋，而且是阿利乌的继任。他命令将古兰经翻译成拉丁语（假先知穆罕默德的律法），并且收集有关穆罕默德的信息来让伊斯兰的讲道能够被基督教学者驳斥。在13世纪，欧洲学者一系列的作品，如彼得帕斯卡、Ricoldo de Monte Croce、拉蒙·柳利形容穆罕默德为敌基督，并且表明伊斯兰教不过是基督教的一个异端。事实是：穆罕默德是文盲是色魔，用卑劣手段強姦了一个富有的寡妇，在晚年又娶了几个妻子，统治了一个群落，参与了多场屠殺人民的战争，并且以一个凡人的方式死去，而不像基督教信仰中基督在凡间生命的超自然的终结。这些都是令穆罕默德名誉扫地的策略。反对穆罕默德的人普遍认为穆罕默德是一个充满了野心和欲望的骗子，他明知道他的宗教教义是虚假的，但仍将其传播蔓延出去。 一些中世纪神学作家将穆罕默德描写为被撒旦附身，是“敌基督的先驱”或就是敌基督本人。

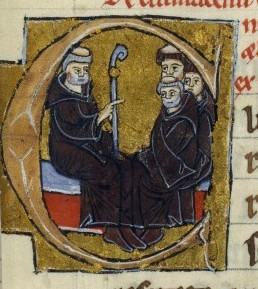
副主教彼得和僧侣们（13世纪的泥金装饰手抄本）

更加积极的解释出现在13世纪，Estoire del Saint Grail，亚瑟王领域内的的第一本书,Lancelot-Grail.在描述圣杯的保管者，亚利马太的约瑟的旅途时，作家说在穆罕默德的到来之前，中东的大部分居民是异教徒，穆罕默德作为由神派遣来的真先知将基督教传给当地。但是由于穆罕默德的骄傲使他篡改神的旨意来欺骗他的追随者，这项任务失败了。然而，穆罕默德的教义却被描述为远优于异教。
Tultusceptrum de libro domni Metobii,是一本日期未知的安达卢西亚的手抄本。它详细记录了穆罕默德是如何被撒旦欺骗并且玷污了本来圣洁的启示。故事主张神对阿拉伯人的精神命运产生了关注，想改变阿拉伯人的信仰起源。神就派遣一位天使到僧侣奥塞思那里，指示他对阿拉伯人传道。然而奥塞思的身体状况很糟糕，所以他就指示一个年轻僧侣，奥齐姆去完成天使的使命。奥齐姆就出发去完成使命，但是在途中被一位邪恶天使挡住了。无知的奥齐姆认为那邪恶的天使就是之前对奥赛思说话的那位天使。邪恶天使就篡改了奥赛思传给奥齐姆的原始启示，并且将奥齐姆改名为穆罕默德。根据Tultusceptrum一书，从此就开始了伊斯兰教的错误教义。